# 圣胡安-德托鲁埃利亚
圣胡安-德托鲁埃利亚，是西班牙加泰罗尼亚巴塞罗那省的一个市镇。总面积16.43平方公里，总人口10793人（2013年），人口密度657人/平方公里。

## 友好城市
- 法國 利穆